# ستان وليامز (لاعب كرة قدم أمريكية)
ستان وليامز (بالإنجليزية: Stan Williams)‏ هو لاعب كرة قدم أمريكية أمريكي، ولد في 5 ديسمبر 1929 في Putnam, Texas ‏ في الولايات المتحدة.

## وصلات خارجية
- ستان وليامز على موقع مرجع كرة القدم المحترفة.كوم (الإنجليزية)